# Zurabi Gedechauri
Zurabi Gedechauri (ros. Зураби Гурамович Гедехаури; 30 lipca 1994) – gruziński i od 2016 roku rosyjski zapaśnik walczący w stylu klasycznym. Wicemistrz świata w 2021. Brązowy medalista mistrzostw Europy w 2021 i piąty w 2020. Drugi w Pucharze Świata w 2016 i na akademickich MŚ w 2018.
Drugi na mistrzostwach Rosji w 2020 i trzeci w 2018, 2019 i 2021 roku.